# نواب آصف‌الدوله
نواب آصف الدوله (به اردو:نواب آصف الدوله)(متولد۱۷۴۸-درگذشت ۱۷۹۷م) یکی از حاکمان حکومت اود در لکنهوی هند بود.

## تولد
وی در سال ۱۷۴۸م دیده به جهان گشود.

## پدر
پدر وی شجاع الدوله بود که تا سال ۱۷۷۵ حاکم اود بود.

## حکومت
آصف الدوله پس از درگذشت پدرش در سال ۱۷۷۵ به پادشاهی رسید به مدت ۲۲ سال حکومت کرد.

## علاقه به شعر
وی به شعر علاقه داشت و شاعران به فارسی و هندی برایش شعر می‌سرودند و از شاعران مقرب دربار وی میرزا محمد رفیع سودا می‌باشد.

## ساخت حسینیه آصفی
حسینیه آصفی که بزرگترین حسینیه جهان است و در لکنهو قرار دارد به دستور وی در سال ۱۷۸۴م ساخته شد.

## درگذشت
نواب آصف الدوله پس از ۲۲ سال حکومت در سن ۴۹ سالگی در گذشت.